# Proform
Als Proformen (auch: Pro-Formen, Pronominale Kopien oder Verweisformen) bezeichnet man all jene sprachlichen Bestandteile, die sich vorwiegend auf nominale Bezugselemente beziehen. Sie haben eine Vertreterfunktion, indem sie rückwärts (Anaphorik) bzw. vorwärts verweisend (Kataphorik) das Vor- oder Nacherwähnte aufgreifen.
Es gibt unterschiedliche Aspekte des Bezugs. Zum einen repräsentieren Pronomina die Kategorien Person, Numerus, Genus und Kasus.
Sie erfüllen die Funktion eines Koreferenten.
- Ulrike, Dir traue ich alles zu! – Dir verweist auf die Person
- Paul und die Kinder, sie haben viel Spaß. – sie verweist auf den Numerus
- Das war teuer, aber das Gerät macht sich auch bezahlt. – das verweist auf das Genus
- Herr Schmidt, Ihnen möchte ich mal etwas sagen. – Ihnen verweist auf den Kasus

Zum anderen drücken Pronominaladverbien semantische Aspekte wie Lokalität, Temporalität, Kausalität oder Modalität aus.
- Sie kennen Dresden? Da war ich im September. – da verweist lokal auf Dresden
- Erst die Arbeit, dann das Vergnügen. – dann verweist temporal auf erst die Arbeit
- Sie hat zu viel gearbeitet, darum ist sie müde. – darum verweist kausal auf sie hat zu viel gearbeitet
- Ich empfehle Dir viel frisches Obst, so bleibt man gesund. – so verweist modal auf viel frisches Obst